# Janapada
Os Janapadas são os grandes reinos da Idade do Ferro védica, por volta do sexto século antes de Cristo, evoluindo nos dezesseis Mahajanapadas clássicos.

## Origens
O processo político entre os indo-arianos antigos parece ter começado originalmente com unidades tribais semi-nomádicas chamadas de Jana (gens em latim). Textos védicos antigos testemunham vários Janas ou tribos de arianos, vivendo em estado tribal semi-nomádico, brigando entre si e com outras tribos não-arianas por vacas, ovelhas e pastos verdes. No curso da Idade do Ferro indiana, esses Janas rigvédicos antigos unificaram-se nos Janapadas geograficamente fixos.
O termo janapadá é um tatpurusha, composto por jana "tribo" e pada "pé".
Nos registros mais antigos, a palavra tem um significado duplo de "reino, território" e "população sujeita". Um janapadin é o governador de um janapada. Dunkel (2002) compara com o termo grego andrapodon "escravo". Também compara com o termo proto-indo-europeu *pédom ("aquilo que está ligado aos pés", "terra"). Para o sentido de "população da terra", padasya janas, padajana (invertido) seria esperado. Um significado primário de "lugar do povo", janasya padam não explica por que o composto é de gênero masculino. Um dvandva original "terra e povo" é concebível, mais uma flexão dual seria esperada.

## Listas
Textos sânscritos antigos como o Ashtadhyayi (IV.4.168.175), Ramayana (IV/41-43), Maabárata (VII/11/16/17; VIII/8/18-20) e inúmeros Puranas (lista de países Bhuvanakosa) referem-se a muitos Janapadas de tempos antigos. 
O Ashtadhyāyi, do gramático Panini, dá uma lista de quinze Janapadas monárquicos kshatriyas: Salveya, Gandara, Mágada, Calinga, Surasena, Côssala, Ajada, Kuru, Salva, Pratyagratha, Kalakuta, Ashmaka, Camboja, Avanti e Kunti.
No contexto de Krsna Digvijay, o Maabárata dá uma lista chave de vinte e cinco Janapadas antigos: Anga, Vanga, Calinga, Mágada, Kasi, Côssala, Vatsa, Garga, Karusha, Pundra, Avanti, Dakshinatya, Parvartaka, Dasherka, Caxemira, Ursa, Pishacha, Mugdala, Camboja, Vatadhana, Chola, Pandya, Trigarta, Malava, e Darada (MBH 7/11/15-17). Além disso, existiam os Janapadas dos kurus e dos panchalas também. 
O Ramayana (lista posterior) inclui os Janapadas de andras, pundras, cholas, pândias, queralas, mecalas, utecalas, dasarnas, abravantis, avantis, vidarbas, melechas, pulindas, surasenas, prastalas, baratas, curus, madracas, cambojas, daradas, quiratas, tanganas, iavanas, sacas (de Saca-Duípa), chinas, maha-chinas, niaras etc. 
A seção Bhuvanakosa de inúmeros Puranas divide o subcontinente indiano antigo em (1) o Dakshinapatha (sul da Índia), (2) o Madhyadesa (centro da Índia), (3) o Prachya (leste da Índia), (4) o Aparanta (oeste da Índia), (5) o Udichya ou a divisão norte/noroeste, (6) os vindyavasins e (7) os parvatashrayins, e, na lista detalhada de países, refere-se a muitos Janapadas dos tempos antigos (ver: lista de Kirfel dos países de Bhuvanakosha).
Por volta do sexto século A.C., muitos desses Janapadas evoluíram em entidades políticas maiores pelo processo de apropriação de terras, o que eventualmente levou à formação de reinos maiores conhecidos nos textos budistas como os Mahajanapadas or as grandes nações (um karmadharaya de maha "grande" e janapada "país").